# Theo Brouns
Theo Brouns (Kessenich, 20 november 1911 – Hasselt, 28 maart 1946) was een politicus voor het VNV tijdens het interbellum en de Duitse bezetting.

## Schoolloopbaan
Brouns loopt school aan het Don Boscocollege in Hechtel en aan het Heilig Kruiscollege in Maaseik. Al in zijn jeugd komt hij in aanraking met de ideologieën die België sterk polariseren. Zelf wordt hij een aanhanger van de Vlaamse Beweging en het grootneerlandisme. Tegelijkertijd verfoeit hij het communisme, het unitaire België en het buitensporige kapitalisme dat hij vereenzelvigt met een Waalse en Joodse elite. Hij wordt een actief lid van diverse culturele en sociale (studenten)verenigingen met een Vlaamse achtergrond. In 1936 studeert hij af aan de Universiteit Gent, met een doctoraat in de Rechten en een licentiaat in de Staats- en Sociale Wetenschappen. In de daaropvolgende jaren is hij o.m. mederedacteur van flamingantische bladen zoals De Schelde, advocaat bij de balie van Hasselt en hoogleraar aan het Hoger Limburgs Handelsinstituut.

## Gouwleider van VNV-Limburg
Na de Achttiendaagse Veldtocht wordt België een Reichskommissariat van Nazi-Duitsland. Brouns wordt eerst kabinetschef van gouverneur Romsée, vervolgens provinciaal voorzitter ("gouwleider") van het VNV. Deze functies duwen hem echter tussen twee vuren: hij moet het hoofd bieden aan de Duitse eisen (o.m. de verplichte tewerkstelling in Duitsland) én aan de aanslagen vanwege het verzet. Eind 1943 dreigt hij ermee af te treden. Hij zou ontsnapt zijn aan een aanslag op zijn leven, wellicht beraamd door leden van DeVlag en de Germaanse SS. Brouns staat ook aan het hoofd van een VNV-inlichtingendienst in Limburg. Brouns helpt actief bij de opsporingen. Bij de overheid dringt hij bovendien aan op de gijzelneming van vermoede verzetslieden, die dan terechtgesteld worden indien er opnieuw geweld uitbreekt. 
Brouns speelt een grote rol in de gewelddadige represailles (de zgn. "tegenterreur" of "inzet") tegen het verzet, hoewel hij de acties van de zgn. "groep-Blommaert" afkeurt. Begin augustus 1944 richt Brouns met goedkeuring van VNV-leider Hendrik Elias en de Duitse Zivilverwaltung vijf VNV-politiegroepen op die verspreid worden over Limburg. Deze groepen moeten controles opwerpen en verdachten aanhouden. Zo hopen Brouns en het VNV de groeiende dreiging van het verzet de kop in te drukken. Wie wordt gearresteerd, wordt overgeleverd aan de Sipo-SD en naar de concentratiekampen gevoerd.

## Rechtszaak en terechtstelling
Bij de Bevrijding (september 1944) duikt Brouns onder bij pastoor Spitz van Ophoven. Hij wil zich pas overgeven wanneer de zware naoorlogse repressie, door Justitie maar ook op straat, afzwakt. Op 28 oktober waagt hij een bezoek aan zijn ouderlijk huis maar wordt onderschept door Amerikaanse soldaten die er de wacht optrokken. In zijn Dagboek van mijn gevangenisleven stelt Brouns zichzelf voor als een overtuigd katholiek, die streed voor de Vlaamse zaak en tegen de groeiende invloed van het communisme. Tegelijk blijft hij erg vaag over wat hij in de oorlog precies deed, waardoor het dagboek vooral als een apologetisch document leest.
Eind 1945 gaat de rechtszaak wegens Brouns' oorlogshandelingen van start. De krijgsraad van Hasselt spreekt de doodstraf uit. Het Krijgshof in Luik bevestigt dit vonnis. Brouns schrijft een genadeverzoek, met de handtekeningen van prominenten zoals Frans Van Cauwelaert, August de Schryver en Camille Huysmans. De regering geeft echter een negatief advies aan regent Karel. Op 28 maart 1946 wordt Brouns in Hasselt gefusilleerd. Overeenkomstig zijn laatste wens wordt hij begraven op het Schoonselhof in Antwerpen.